# Cinquième sommet de la Communauté politique européenne
Le cinquième sommet de la Communauté politique européenne est une réunion internationale de la Communauté politique européenne qui se tient le 7 novembre 2024, à Budapest en Hongrie,.

## Objectifs
La lettre d’invitation au sommet précise que: 

« Les dirigeants discuteront des principaux défis sécuritaires auxquels l'Europe est confrontée en raison des conflits en cours, notamment la guerre d'agression de la Russie contre l'Ukraine et l'escalade actuelle au Moyen-Orient. Au cours des séances en petits groupes, ils tiendront également des discussions sur les migrations et la sécurité économique, ainsi que sur les questions liées à la connectivité telles que l'énergie, les transports, les technologies de l'information et le commerce mondial. »

## Préparation
La Hongrie accueille le sommet d'automne de la Communauté politique européenne pendant sa présidence du Conseil de l'Union européenne. La date du sommet a été annoncée par Charles Michel le 20 mars 2024. Une réunion informelle du Conseil européen a eu lieu le lendemain.
Le pays hôte du sommet précédent, le Royaume-Uni, s'était engagé à travailler avec les autres membres de la Communauté politique européenne pour promouvoir la cohérence lors des futurs sommets. À cette fin, l’ambassadeur britannique à Budapest, Paul Fox, a rencontré le ministre hongrois des Affaires européennes, János Bóka, le 25 mars 2024. À la suite du quatrième sommet, un quatuor d'accueil composé du Royaume-Uni, de la Hongrie, de l'Albanie et du Danemark a été créé pour assurer une meilleure coordination entre les sommets.

## Horaire et ordre du jour
Le sommet est prévu le 7 novembre 2024 à la Puskás Aréna de Budapest, en Hongrie.
L'ordre du jour et le programme étaient les suivants: 
- 10h00 : Arrivées
- 11h15 : Séance d'ouverture
- 12h15 : Photo de famille
- 12h30 : Séances en petits groupes
- 13h30 : Possibilité de rencontres bilatérales et déjeuner
- 15h30 : Séance de compte-rendu
- 17h30 : Conférence de presse du Premier ministre hongrois et du Premier ministre albanais
- 18h00 : Fin de la réunion

## Participants

### États et organisations participants

États participant à la Communauté politique européenne

Devraient participer au sommet les chefs d'État ou de gouvernement des États participant à la Communauté politique européenne, ainsi que le président du Conseil européen, le président de la Commission européenne et la présidente du Parlement européen.

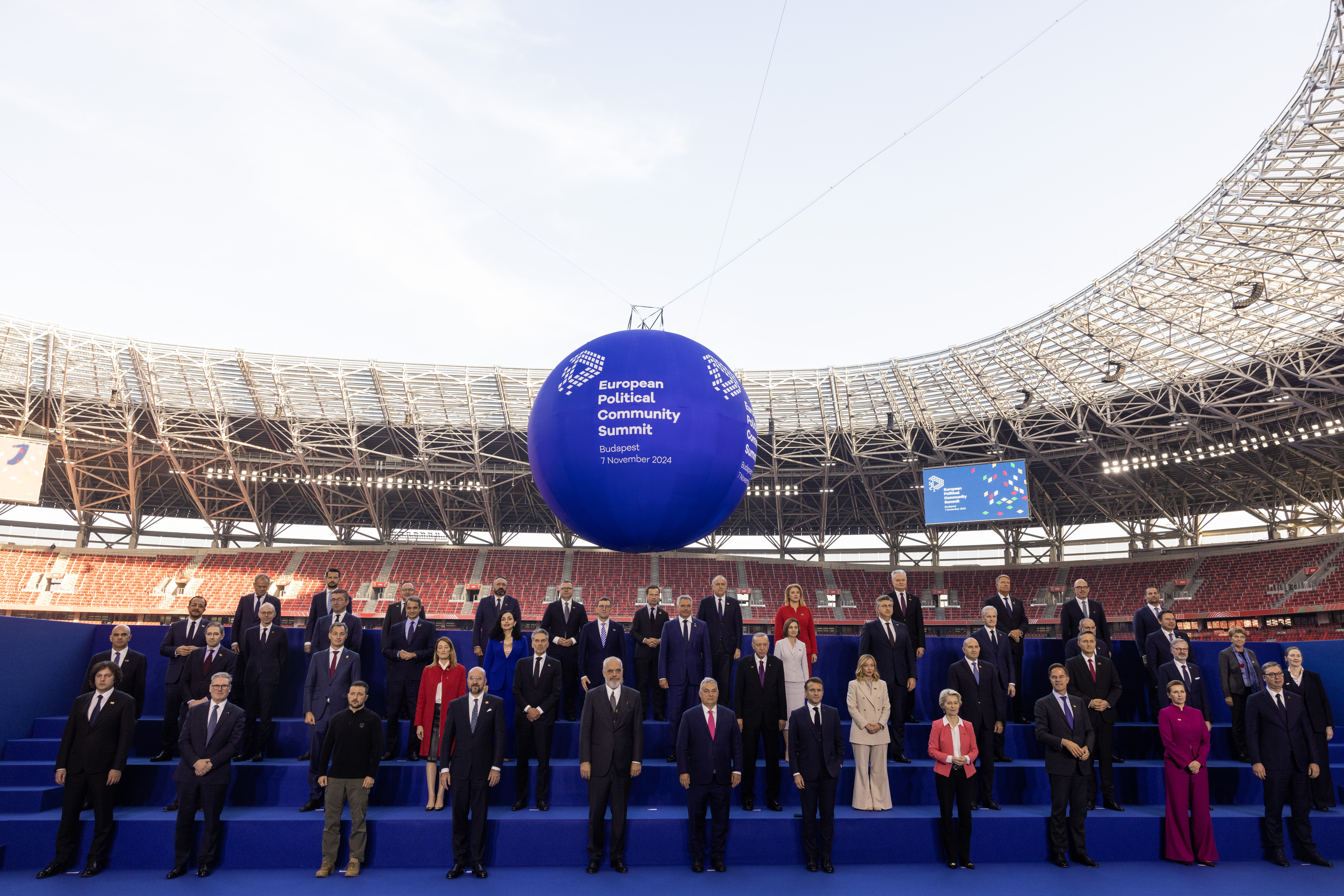
Photo de famille

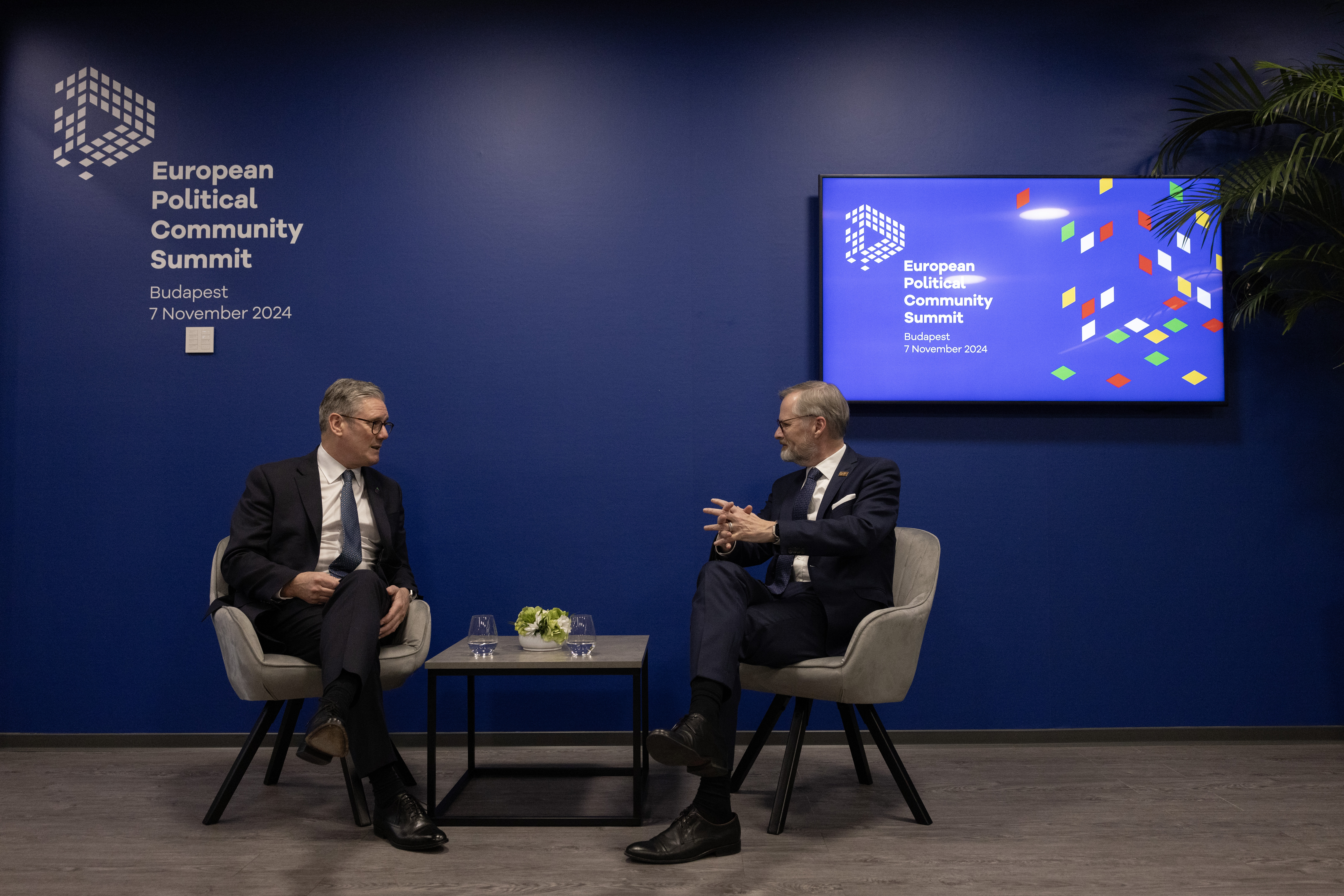
Rencontre bilatérale en marge du sommet entre Sir Keir Starmer, Premier ministre britannique et son homologue tchèque Petr Fiala

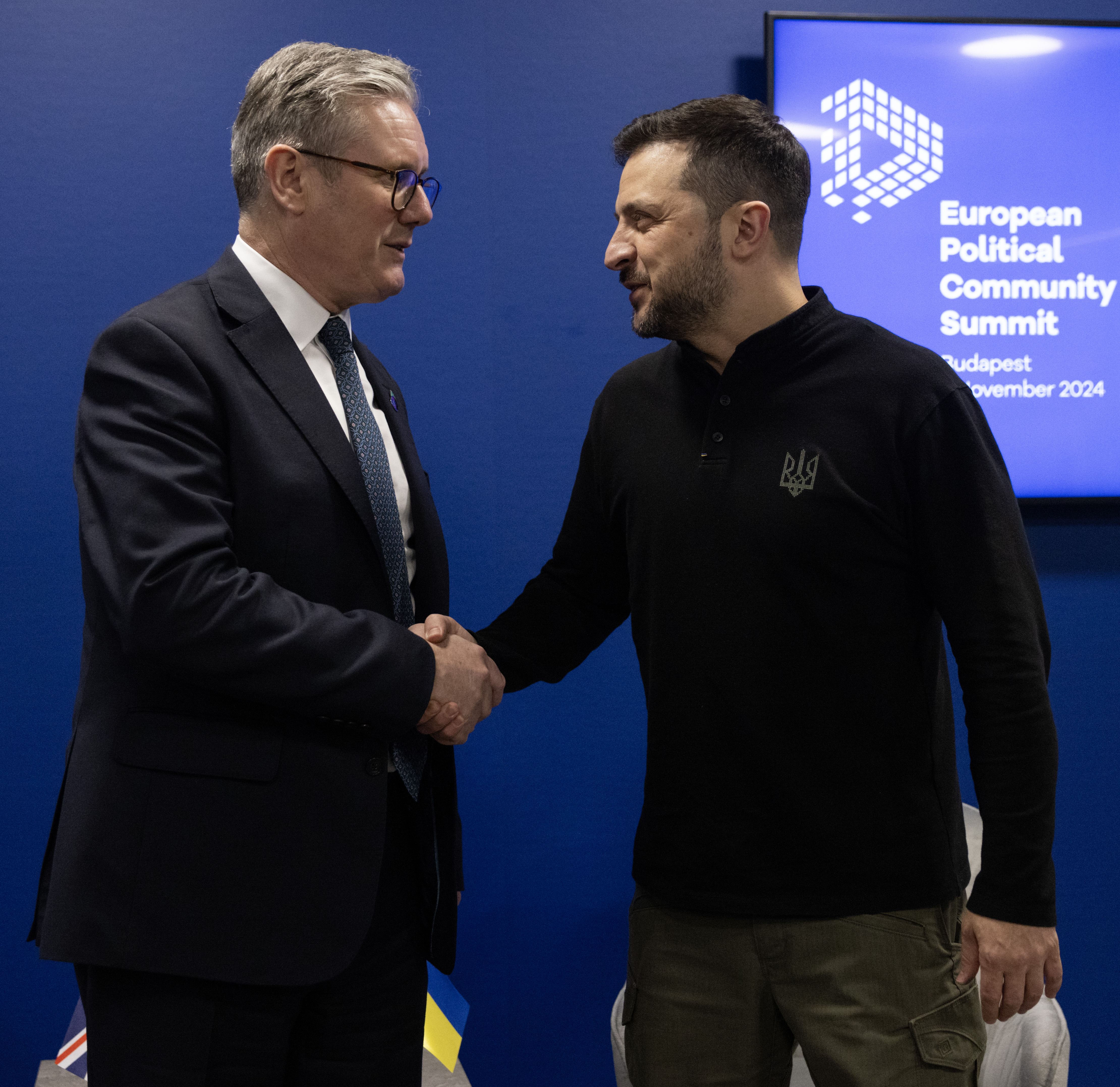
Le Premier ministre britannique Sir Keir Starmer (gauche) et le Président ukrainien Volodymyr Zelensky (droite), lors d'un entretien bilatéral

|  | Non membre de l'UE |

| Membre                           | Membre                | Représente par                                      | Titre                                                                                                 | Remarques                                                        |
| -------------------------------- | --------------------- | --------------------------------------------------- | --- | ---------------------------------------------------------------- |
| Drapeau de l'Albanie             | Albanie               | Edi Rama                                            | Premier ministre                                                                                      |                                                                  |
| Drapeau d'Andorre                | Andorre               | Xavier Espot Zamora                                 | Chef du gouvernement                                                                                  |                                                                  |
| Drapeau de l'Arménie             | Arménie               | Nikol Pashinyan                                     | Premier ministre                                                                                      |                                                                  |
| Drapeau de l'Autriche            | Autriche              | Karl Nehammer                                       | Chancelier fédéral                                                                                    |                                                                  |
| Drapeau de l'Azerbaïdjan         | Azerbaïdjan           | Ilham Aliyev                                        | Président                                                                                             | Absent sans motif[réf. nécessaire]                               |
| Drapeau de la Belgique           | Belgique              | Alexander De Croo                                   | Premier ministre                                                                                      |                                                                  |
| Drapeau de la Bosnie-Herzégovine | Bosnie-et-Herzégovine | Denis Bećirović                                     | Président de la présidence                                                                            |                                                                  |
| Drapeau de la Bulgarie           | Bulgarie              | Roumen Radev                                        | Président                                                                                             |                                                                  |
| Drapeau de la Croatie            | Croatie               | Andrej Plenković                                    | Président du gouvernement                                                                             |                                                                  |
| Drapeau de Chypre                | Chypre                | Nikos Christodoulides                               | Président                                                                                             |                                                                  |
| Drapeau de la Tchéquie           | République tchèque    | Petr Fiala                                          | Président du gouvernement                                                                             |                                                                  |
| Drapeau du Danemark              | Danemark              | Mette Frederiksen                                   | Première ministre                                                                                     |                                                                  |
| Drapeau de l'Estonie             | Estonie               | Kristen Michal                                      | Premier ministre                                                                                      |                                                                  |
| Drapeau de la Finlande           | Finlande              | Petteri Orpo                                        | Premier ministre                                                                                      |                                                                  |
| Drapeau de la France             | France                | Emmanuel Macron                                     | Président de la République                                                                            |                                                                  |
| Drapeau de la Géorgie            | Géorgie               | Irakli Kobakhidze                                   | Premier ministre                                                                                      |                                                                  |
| Drapeau de l'Allemagne           | Allemagne             | Olaf Scholz                                         | Chancelier fédéral                                                                                    | Absent en raison de la crise ministérielle en cours en Allemagne |
| Drapeau de la Grèce              | Grèce                 | Kyriakos Mitsotakis                                 | Premier ministre                                                                                      |                                                                  |
| Drapeau de la Hongrie            | Hongrie               | Viktor Orbán                                        | Premier ministre                                                                                      | Hôte                                                             |
| Drapeau de l'Islande             | Islande               | Bjarni Benediktsson                                 | Premier ministre                                                                                      | Absent en raison de la crise ministérielle en cours en Islande   |
| Drapeau de l'Irlande             | Irlande               | Simon Harris                                        | Taoiseach                                                                                             |                                                                  |
| Drapeau de l'Italie              | Italie                | Giorgia Meloni                                      | Présidente du Conseil des ministres                                                                   |                                                                  |
| Drapeau du Kosovo                | Kosovo                | Vjosa Osmani                                        | Présidente                                                                                            |                                                                  |
| Drapeau de la Lettonie           | Lettonie              | Evika Siliņa                                        | Première ministre                                                                                     |                                                                  |
| Drapeau du Liechtenstein         | Liechtenstein         | Daniel Risch                                        | Chef du gouvernement                                                                                  |                                                                  |
| Drapeau de la Lituanie           | Lituanie              | Gitanas Nausėda                                     | Président                                                                                             |                                                                  |
| Drapeau du Luxembourg            | Luxembourg            | Luc Frieden                                         | Premier ministre                                                                                      |                                                                  |
| Drapeau de Malte                 | Malte                 | Robert Abela                                        | Premier ministre                                                                                      |                                                                  |
| Drapeau de la Moldavie           | Moldavie              | Maia Sandu                                          | Présidente                                                                                            |                                                                  |
| Drapeau de Monaco                | Monaco                | Didier Guillaume                                    | Ministre d'État                                                                                       |                                                                  |
| Drapeau du Monténégro            | Monténégro            | Jakov Milatović                                     | Président                                                                                             |                                                                  |
| Drapeau des Pays-Bas             | Pays-Bas              | Dick Schoof                                         | Premier ministre                                                                                      |                                                                  |
| Drapeau de la Macédoine du Nord  | Macédoine du Nord     | Hristijan Mickoski                                  | Président du gouvernement                                                                             |                                                                  |
| Drapeau de la Norvège            | Norvège               | Jonas Gahr Støre                                    | Premier ministre                                                                                      |                                                                  |
| Drapeau de la Pologne            | Pologne               | Donald Tusk                                         | Président du Conseil des ministres                                                                    |                                                                  |
| Drapeau du Portugal              | Portugal              | Luís Montenegro                                     | Premier ministre                                                                                      |                                                                  |
| Drapeau de la Roumanie           | Roumanie              | Klaus Iohannis                                      | Président                                                                                             |                                                                  |
| Drapeau de Saint-Marin           | Saint-Marin           | Luca Beccari                                        | Secrétaire d'État aux affaires étrangères                                                             |                                                                  |
| Drapeau de la Serbie             | Serbie                | Aleksandar Vučić                                    | Président                                                                                             |                                                                  |
| Drapeau de la Slovaquie          | Slovaquie             | Robert Fico                                         | Président du gouvernement                                                                             |                                                                  |
| Drapeau de la Slovénie           | Slovénie              | Robert Golob                                        | Président du gouvernement                                                                             | Absent en raison d'autres engagements                            |
| Drapeau de l'Espagne             | Espagne               | Pedro Sánchez                                       | Président du gouvernement                                                                             | Absent en raison des inondations de 2024 en Espagne              |
| Drapeau de la Suède              | Suède                 | Ulf Kristersson                                     | Premier ministre                                                                                      |                                                                  |
| Drapeau de la Suisse             | Suisse                | Viola Amherd                                        | Présidente de la Confédération                                                                        |                                                                  |
| Drapeau de la Turquie            | Turquie               | Recep Tayyip Erdoğan                                | Président                                                                                             |                                                                  |
| Drapeau de l'Ukraine             | Ukraine               | Volodymyr Zelensky                                  | Président                                                                                             |                                                                  |
| Drapeau du Royaume-Uni           | Royaume-Uni           | Sir Keir Starmer                                    | Premier ministre                                                                                      |                                                                  |
| Drapeau de l’Union européenne    | Union européenne      | Charles Michel Ursula von der Leyen Roberta Metsola | Président du Conseil européen Présidente de la Commission européenne Présidente du Parlement européen |                                                                  |

### Organisation intergouvernementales
| Entité            | Entité                                                    | Représenté par | Titre                                                                                            |
| ----------------- | --------------------------------------------------------- | -------------- | ------------------------------------------------------------------------------------------------ |
| Drapeau de l'OTAN | Organisation du Traité de l'Atlantique Nord               | Mark Rutte     | Secrétaire général                                                                               |
|                   | Conseil de l'Europe                                       | Alain Berset   | Secrétaire général                                                                               |
|                   | Organisation pour la sécurité et la coopération en Europe | Kate Fearon    | Chef adjointe du Secrétariat de l'OSCE Directrice du Centre de prévention des conflits de l'OSCE |

## Résultats

### Relations entre l'Arménie et l'Azerbaïdjan
En marge du sommet, le ministre arménien des Affaires étrangères, Ararat Mirzoyan a participé à une réunion organisée par Péter Szijjártó, ministre des Affaires étrangères et du Commerce de Hongrie. Mirzoyan a discuté des questions régionales et présenté les derniers développements dans le processus de normalisation des relations entre l'Arménie et l'Azerbaïdjan, y compris le processus de délimitation des frontières entre les deux pays et les efforts vers la conclusion d'un traité de paix. Le Premier ministre arménien Nikol Pashinyan a tenu plusieurs réunions à huis clos avec ses homologues concernant la « sécurité économique ». Le président azerbaïdjanais Ilham Aliyev n'a pas participé au sommet.

### Géorgie
Le Premier ministre géorgien Irakli Kobakhidze a déclaré avoir discuté avec les dirigeants européens de « tous les sujets importants, allant des développements en cours dans le pays à son intégration européenne ». Le ministre géorgien des Affaires étrangères Ilia Darchiashvili a confirmé « l'engagement ferme du gouvernement en faveur de l'intégration à l'Union européenne et sa volonté de coopérer avec toutes les parties impliquées dans le processus ».

### Relations entre le Kosovo et la Serbie
Durant une conférence de presse, la Présidente Vjosa Osmani a précisé qu'elle n'avait pas prévu de rencontre avec le Président serbe, Aleksandar Vučić, bien qu'ils soient tous deux présent lors du sommet. Elle a souligné que le dialogue entre la Serbie et le Kosovo se déroule à Bruxelles sous la médiation de l'Union européenne, et que la mise en œuvre des accords continue entre les chefs de délégations dans ce contexte.

### Moldavie
Une réunion du groupe des Amis de la Moldavie a été convoquée en marge du sommet. Les dirigeants européens ont salué l'engagement de la présidente moldave Maia Sandu à maintenir le pays sur la voie européenne et ont discuté des moyens de renforcer la coopération pour aider l'économie de la Moldavie et soutenir les efforts de réforme.

### Ukraine
Lors du sommet, le président ukrainien Volodymyr Zelensky a déclaré : « La facture de cette guerre doit être envoyée aux Russes, pas à l’Ukraine. Pour que la Russie ne puisse plus faire valoir ses fausses revendications auprès de tout le monde – des pays baltes aux Balkans. Tout pays, tout dirigeant qui respecte le droit international et qui s’assoit à cette table doit comprendre que les prédateurs exigent toujours plus. ». Le Premier ministre hongrois Viktor Orbán a déclaré : « La guerre lancée par la Russie contre l’Ukraine en est maintenant à sa troisième année, le Moyen-Orient est en feu et la situation menace de s’aggraver, l'Afrique du Nord est embourbée dans un conflit déstabilisateur, l’immigration illégale reste un défi persistant et se rapproche de son précédent pic, et l’économie mondiale est confrontée à un niveau de fragmentation jamais vu depuis la guerre froide ».

## Voir également
- Intégration européenne
- Identité paneuropéenne
- Politique en l'Europe